# RAF-2203
RAF-2203 a fost un microbuz produs de RAF din 1976 până în 1994 și apoi de GAZ din 1994 până în 1998. Au fost produse și vândute în jur de 598.000 de unități ale vehiculului. A fost ultimul vehicul produs de RAF, deoarece în 1993 au fost utilizate de Volkswagen, deoarece au aflat că RAF folosea designul modelului Volkswagen Type 2 pentru vanul RAF-10, în urmă cu câteva decenii, de când Uniunea Sovietică a fost demontată, compania nu a avut de unde să obțină sprijin și a fost forțată să închidă în 1994, vehiculul fiind produs de GAZ până în 1998, când a fost înlocuit în cele din urmă de Gaz Gazelle.

## Istoric
Necesitatea unei noi autoutilitare a fost evidentă rapid în Uniunea Sovietică în 1972, așa că în 1976 RAF-977 a fost înlocuit cu o camionetă RAF-2203 complet diferită, noul vehicul a fost mai modern și mai sigur și a devenit rapid foarte popular. În 1983 au fost produse și vândute în jur de 15.000 de unități. Vehiculul a devenit rapid foarte popular, fiind de asemenea destul de fiabil decât majoritatea predecesorilor săi.
În 1993, Volkswagen a aflat că RAF își folosea designul Volkswagen Type 2 pentru RAF-10 și a decis să dea în judecată compania, deoarece Uniunea Sovietică a căzut, compania nu a avut aproape niciun sprijin și, în timp ce RAF a susținut că și Volkswagen le-a furat designul pentru Volkswagen Type 3 urma să fie disponibil și compania a fost nevoită să închidă în 1994, producția RAF-2203 a fost apoi preluată de GAZ, care a produs încă 30.000 de vehicule din 1994 până în 1998.